# عقداء منحنية
العَقداء المنحنية نوع نباتي يتبع جنس العَقداء من الفصيلة السفندرية.